# Макробий (пресвитер)
Макро́бий (лат. Macrobius; IV век) — христианский писатель, пресвитер, епископ.
Макробию посвящена 5 глава книги Геннадия Массилийского «О знаменитых мужах». Геннадий, ссылаясь на сочинение Оптата 370 года, сообщает о том, что Макробий, вначале был пресвитером Православной церкви в Африке; а затем перешёл в донатизм, где бы пресвитером, позднее в 348 или в 349 году тайно был и епископом донатистов в Риме. Являясь пресвитером-кафоликом, Макробий написал книгу этического содержания, в которой обращался ко всем верующим, особенно же к целомудренным девам, в своём сочинении Макробий призывал к соблюдению нравственной чистоты и целомудрия; свои этические наставления Макробий подкреплял учением Доната. Макробий как писатель получил известность среди кафоликов в Африке, а позднее стал известен и среди донатистов и монтанистов в Риме. Книги Макробия не сохранились.